# 穆尔西亚地区
穆尔西亚地区（西班牙語：Región de Murcia，[reˈxjon de ˈmuɾθja]）位于西班牙东南部地中海沿岸，是17个自治区之一，总面积11314平方公里，人口1,335,792（2005年），首府穆尔西亚。

## 地理
流经该地区的主要河流有：蒙多河、穆拉河以及瓜達倫廷河。

## 人口
根据2013年的人口普查，穆尔西亚地区15.69％的人口是外国移民，移民比例位列西班牙第三，位于巴利阿里群岛和巴伦西亚自治区之后。根据2007年的数据，移民主要来自摩洛哥，厄瓜多尔，英国，玻利维亚和哥伦比亚。

## 旅游

### 主要城市
- 穆尔西亚，穆尔西亚地区首府，主要景点有莫夕亞主教座堂。穆尔西亚也是一座大学城。
- 卡塔赫纳，穆尔西亚地区第二大城市，主要景点有剧院和罗马时代的遗迹。
- 洛尔卡，中世纪城镇，以城堡遗迹而闻名。
- 卡拉瓦卡德拉克鲁斯，宗教城市。传说保有真十字架碎片。

### 文化景观
天主教卡斯蒂利亚和安达卢斯穆斯林。
- 胡米利亚城堡
- 莫拉塔利亚城堡，建于格拉納達王國时期
- 穆拉城堡，穆斯林建筑，曾历经多次毁坏和翻修
- 卡拉瓦卡德拉克鲁斯
- 卡塔赫纳城堡

## 交通
Mucia international airport starts to use from 2019.The old airport didn't use anymore for tourist.
- 莫夕亞-聖哈維爾機場，穆尔西亚地区的主要机场。
- 阿利坎特-埃爾切機場，虽然不在穆尔西亚地区，但仍是旅游观光者来访的主要机场。
- 卡塔赫纳 港口。

## 著名人物
- 圣依西多禄（560-636）：教会圣人和神学家，出生于卡塔赫纳[6]。
- 伊本·阿拉比（1165-1240）：安达卢西亚的苏菲派神秘主義者[7]。
- 胡安·费尔南德斯（1528-1599）：文艺复兴时期欧洲探险家和航海家。曾环游太平洋，到达玻里尼西亞和新西兰[8]。
- 胡安·德拉谢尔瓦（1895-1936）：土木工程師、飛行員和航空工程師。最著名的成就是在1920年發明自轉旋翼機[9]。
- 阿圖洛·貝雷茲-雷維特（1951-）：暢銷作家，原新聞工作者[10]。
- 尼古拉斯·阿爾瑪格羅（1985-）：职业网球运动员。
- 米格爾·安赫爾·洛佩斯 （1988-）：田徑運動員，主攻20公里競走項目。曾獲得2015年世界田徑錦標賽男子20公里競走冠軍[11]。

## 图集

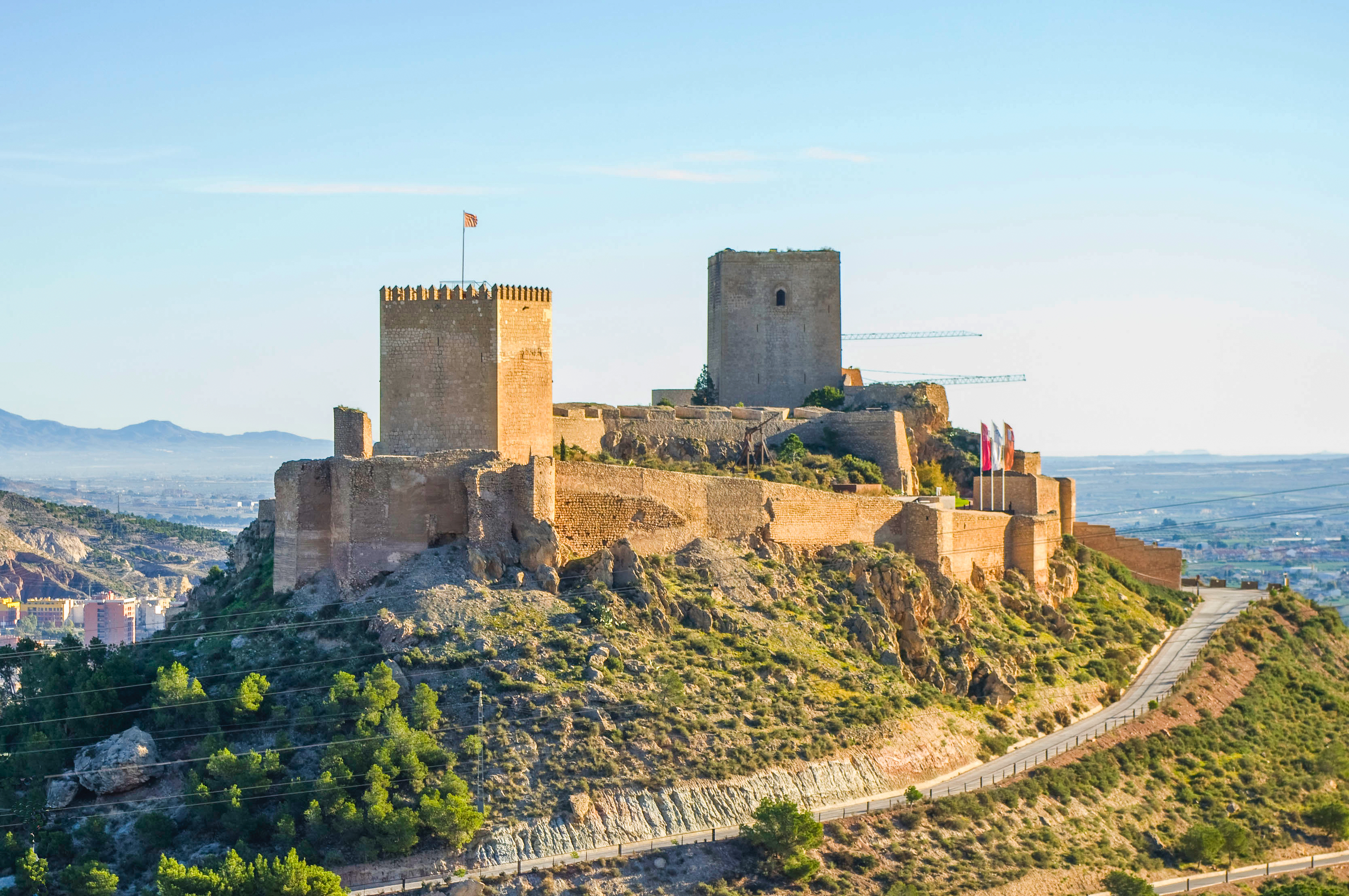
洛尔卡城堡
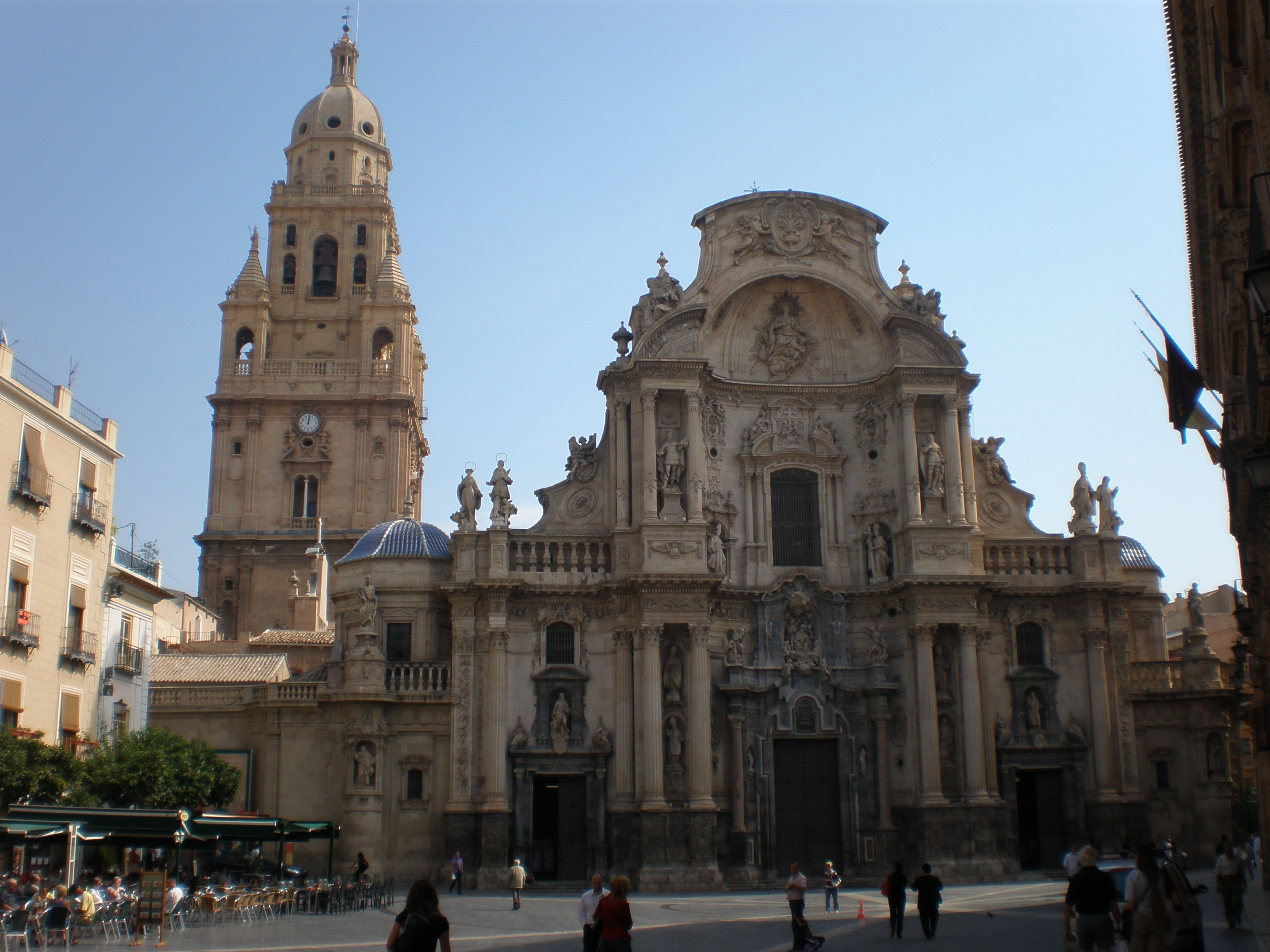
穆尔西亚大教堂
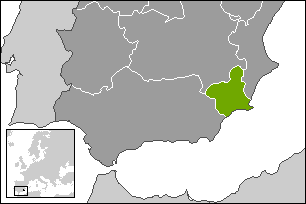
位置